# Габеленц, Ханс фон дер
Ханс фон дер Габеленц (нем. Hans von der Gabelentz; 10 апреля 1872, Мюнхенбернсдорф — 8 февраля 1946, Айзенах) — немецкий историк искусства, директор музея в Вартбурге, писатель.

## Биография
Ханс фон дер Габеленц родился 10 апреля 1872 года в аристократической семье фон Габеленц: его имя при рождении было Ханс Альбрехт фон дер Габеленц-Линсинген; он был младшим братом писателя Георга фон дер Габеленца (1868—1940). Ханс изучал историю искусств в целом ряде учебных заведений Европы: в Университете Лозанны, в Университете Фридриха Вильгельма и в Университете Людвига Максимилиана. В 1898 году в Мюнхенском университете он получил кандидатскую степень — под руководством Бертольда Риля (1858—1911) — темой диссертации Ханса фон де Габеленца была «История немецкой миниатюрной живописи XVI века». В 1901 году он стал доктором наук.
По данным на 1910 год, фон Габеленц руководил собраниями и музеями в Веймаре, а в 1912 году он стал директором Института истории искусств, расположенного во Флоренции (нем. Kunsthistorisches Institut in Florenz). В 1930 году фон Габеленц стал кастеляном (нем. Burghauptmann) замка в Вартбурге. Здесь он основал музей Вартбурга и городской архив. Кроме того Ханс Альбрехт фон дер Габеленц-Линсинген являлся последним владельцем барочного замка в Лемнице (до его экспроприации). Габеленц скончался 8 февраля 1946 года в Айзенахе.

### Соучредитель «Немецкой академии поэзии»
Вместе со своим двоюродным братом, Ханс фон дер Габеленц основал в начале 1930-х годов «Немецкую академию поэзии» (нем. Deutsche Dichterakademie), располагавшуюся в Вартбурге — националистический аналог отдела поэзии Прусской академии искусств в Берлине. С 1932 по 1937 год в академии регулярно собирались националистически настроенные писатели. С 1938 года собрания в Вартбурге были запрещены, так как пришедшие к власти национал-социалисты организовали в Веймаре так называемые «Weimarer Dichtertreffen».

## Работы
- Zur Geschichte der oberdeutschen Miniaturmalerei im XVI. Jahrhundert, Dissertation, J. H. E. Heitz, 1898.
- Mittelalterliche Plastik in Venedig, Leipzig, Karl W. Hiersemann, 1903.
- Die kirchliche Kunst im italienischen Mittelalter. Ihre Beziehung zu Kultur und Glaubenslehre, 1907.
- Die Biblia pauperum und Apokalypse der großherzoglichen Bibliothek zu Weimar, Strassburg, Heitz and Muendel, 1912.
- Zeichnungen alter Meister im Kupferstich-Kabinett des Großherzoglichen Museums zu Weimar, 3 Bände, 1912—1924.
- Fra Bartolommeo und die Florentiner Renaissance, Zwei Bände, Verlag von Karl W. Hiersemann, Leipzig 1922.
- Die Wartburg: ein Wegweiser durch ihre Geschichte und Bauten, 1931.
- Wartburgschicksal: aus dem Leben eines deutschen Romantikers, 1934.
- Steinerne Wunder. Erlebnisse einer Indienfahrt, 1935.
- Aus der Frühzeit der Wartburg-Erneuerung. Briefe des Baumeisters Hugo von Ritgen an den Burghauptmann Bernhard von Arnswald, 1941.
- Die Wartburg. Führer zu großen Baudenkmälern, 1944.